# Життя випробовує нас
«Життя випробовує нас» (азерб. «Həyat bizi sınayır») — радянський художній фільм 1972 року, знятий на кіностудії «Азербайджанфільм».

## Сюжет
У фільмі обговорюються люди і відносини, які стикаються з труднощами в житті. У центрі сюжету — доля молодого металурга Рашида, якому вдалося вирватися в люди завдяки добрим людям, до цього що витримав випробування за випробуваннями.

## У ролях
- Фікрет Кулієв — Рашид
- Омар Нагієв — Фарадж
- Шахмар Алекперов — Ариф
- Маяк Керімов — Мурад
- Садих Гасанзаде — Садих
- Лариса Лутова — Валя
- Хураман Касімова — Хіджран
- Ельденіз Зейналов — Месі
- Амалія Панахова — Мінавар
- Арзу Сафарова — Лала
- Ельхан Ахадзаде — брат Рашида
- Мамедрза Шейхзаманов — Муртуз
- Ахмед Ахмедов — м'ясник на базарі
- Сусан Меджидова — дружина Садика
- Олена Толстова — сусідка
- Рухангіз Мусаві — покупець на базарі
- Зіраддін Тагієв — рабітник заводу
- Аліаббас Гадиров — робітник заводу
- Флора Керимова — камео, виконавиця мугамів
- Ельденіз Расулов — камео, виконавець мугамів

## Знімальна група
- Автори сценарію: Відаді Бабанли, Михайло Папава
- Режисер-постановник: Шаміль Махмудбеков
- Другий режисер: Мірзабала Меліков
- Оператор-постановник: Ариф Наріманбейов
- Художники-постановники: Фікрет Багіров, Маїс Агабеков
- Композитор: Васіф Адигьозалов
- Звукооператор: Агахусейн Керимов
- Директор фільму: Башир Кулієв